# Tim Curry
Tim Curry, nome artístico de Timothy James Curry (Grappenhall, 19 de abril de 1946), é um ator, cantor e dublador anglo-americano. Ele é mais conhecido por interpretar Frank-N-Furter na adaptação cinematográfica da peça britânica The Rocky Horror Show e por sua interpretação do palhaço Pennywise na telessérie It (1990).

## Biografia
Seu pai, James, foi um capelão Metodista da Marinha Real Britânica, e sua mãe, Patricia, foi secretária escolar. Nasceu e cresceu em Warrington, onde frequentou a Lymm High School até a morte de seu pai, em 1958, quando mudou-se para Londres. Ali frequentou a Kingswood School, em Bath e, embora não tenha seguido a influência da escola metodista, havia à disposição uma vasta quantidade de hinos religiosos que aprendeu. Ali, desenvolveu suas habilidades como jovem soprano.
Decidido a tornar-se ator, formou-se na Birmingham University em Inglês e Artes Dramáticas.
Em 2012, Curry sofreu um Acidente vascular cerebral e em decorrência disso usa uma cadeira de rodas hoje em dia.

## Carreira
Ficou conhecido por sua participação no filme musical The Rocky Horror Picture Show, no ano de 1975.
O ator também ficou conhecido por ter interpretado a entidade em forma de palhaço Pennywise, no filme  de terror IT - Uma Obra Prima do Medo (1990), baseado na obra do escritor Stephen King. Também interpretou Rooster no filme musical Annie (1982), O Lord das Trevas no filme A Lenda (1985) e Wadsworth no filme Os Sete Suspeitos (1985), baseado no jogo Cluedo.

## Vida pessoal
Um adepto e apreciador da horticultura, Curry desenvolveu e restaurou jardins em diversas propriedades, conciliando o que considerava um hobbie à sua carreira artística. Em 2006, ele contou à edição britânica da revista House & Garden sobre o projeto que realizou no jardim do cantor Freddie Mercury.
O livro de memórias de Curry intitulado Vagabond está programado para ser lançado em 7 de outubro de 2025 pela Grand Central Publishing.

### Saúde
Curry usa uma cadeira de rodas para se locomover desde que sofreu um derrame grave em julho de 2012. Como resultado, ele voltou seu trabalho principalmente para a área da dublagem e continua a se apresentar como cantor e fazer aparições em convenções de fãs.

## Filmografia
- The Rocky Horror Picture Show (1975) - Dr. Frank N. Furter
- Annie (1982) - Rooster Hannigan
- Clue (1985)
- Legend (1985) - O Lord das Trevas
- The Hunt for Red October (1990) - Dr. Yevgeniy Petrov
- It - Uma Obra Prima do Medo (1990) - Robert Gray, Pennywise, A Coisa
- Oscar (1991) - Dr. Thornton Poole
- Home Alone 2: Lost in New York (1992) - Sr. Hector
- FernGully: The Last Rainforest(1992) - Hexxus (voz)
- The Three Muskteers (1993) - Cardeal Richelieu
- The Shadow (1994) - Farley Claymore
- Congo (1995) - Herkermer Homolka
- Muppet Treasure Island (1996) - Long John Silver
- Titanic (1996)
- Beauty and the Beast: The Enchanted Christmas (1997) - Forte (voz)
- Addams Family Reunion (1998) - Gomez Addams
- Scooby-Doo and the Witch's Ghost (1999) - Ben Ravencroft
- Charlie's Angels (2000) - Roger Corwin
- Attila (2001) - Imperador Teodósio II
- Scary Movie 2 (2002) - Professor Oldman
- Monty Python's Spamalot (2005) - Rei Artur
- Valiant (2005) - Von Talon (voz)
- Garfield: A Tail of Two Kitties (2006) - Prince (voz)
- Christmas in Wonderland (2007) - Gordon McLoosh
- The Secret of Moonacre (2008) - Coeur de Noir / Sir William de Noir
- The color of Magic (2008) - Trymon
- Criminal Minds S6 E2 (2010)
- The Outback (2012) - Blacktooth (voz)
- Over the Garden Wall (2014) - Auntie Whispers (voz)
- The Rocky Horror Picture Show: Let's Do The Time Warp Again (2016) - O Criminologista/Narrador[7]